# Parc Léo-Lagrange
Le parc Léo-Lagrange est un parc paysager à Reims, en France. Situé dans le quartier Courlancy, il est le deuxième jardin public le plus visité de la ville, après le parc de Champagne.

## Situation
Le parc Léo-Lagrange est situé sur la rive sud de la Vesle, dans le quartier de Courlancy. Il est bordé par au nord par la chaussée Bocquaine (qui le sépare du stade Auguste-Delaune), à l'est par l'avenue Paul-Marchandeau, au sud par la rue de Courlancy et à l'ouest par la rue du Général-de-Gaulle.
À l'angle sud-ouest du parc se trouve la station de tramway Courlancy.

## Histoire
Le parc Léo-Lagrange est créé par le paysagiste Jacques Sgarty en 1978. En 1997 est créée sa partie humide, qui se termine par un étang.
Au printemps 2014, un skatepark de 2 050 m2 est installé dans le parc pour un coût total de 750 000 €,. En 2019, un pumptrack de 350 mètres est installé pour les vélos, skatebords, rollers et trottinettes, pour un coût de 130 000 €,. En 2021, l'aire de jeux pour enfants d'une superficie de 1 100 m2 est rénovée pour un coût de 365 100 €,,.
Le parc subit une réfection générale à partir de décembre 2022.

## Services
Il propose une aire de stationnement pour les véhicules, de nombreux bancs, deux aires de jeux pour enfants et une zone aménagée pour BMX, trotinettes et planches à roulettes. Il alterne des zones herbeuses et des couverts arborés.

## Faune et flore
Un partenariat avec la Ligue pour la protection des oiseaux (LPO) a permis de mettre en place dans le parc un parcours de reconnaissance des oiseaux en 2003. Des perruches à collier sont observées dans le parc en octobre 2023, après avoir été vues à Tinqueux, dans le parc de Champagne et dans le parc de la Patte-d'Oie.
En décembre 2023, le plan d'eau du parc est envahi de myriophylles hétéophylles. Celles-ci sont retirées à l'aide d'un engin amphibie,,.

## Galerie d'images

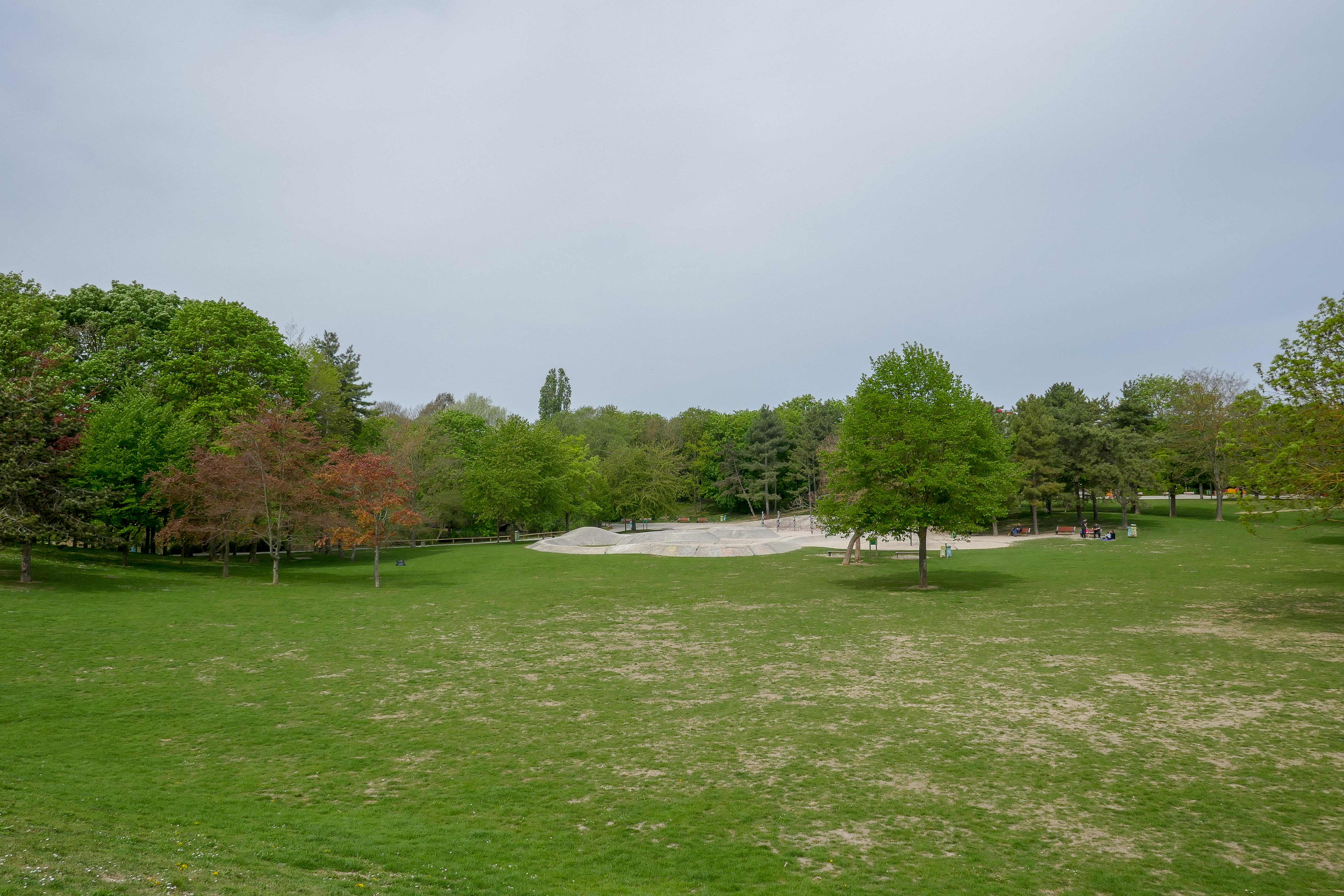
Dans le parc
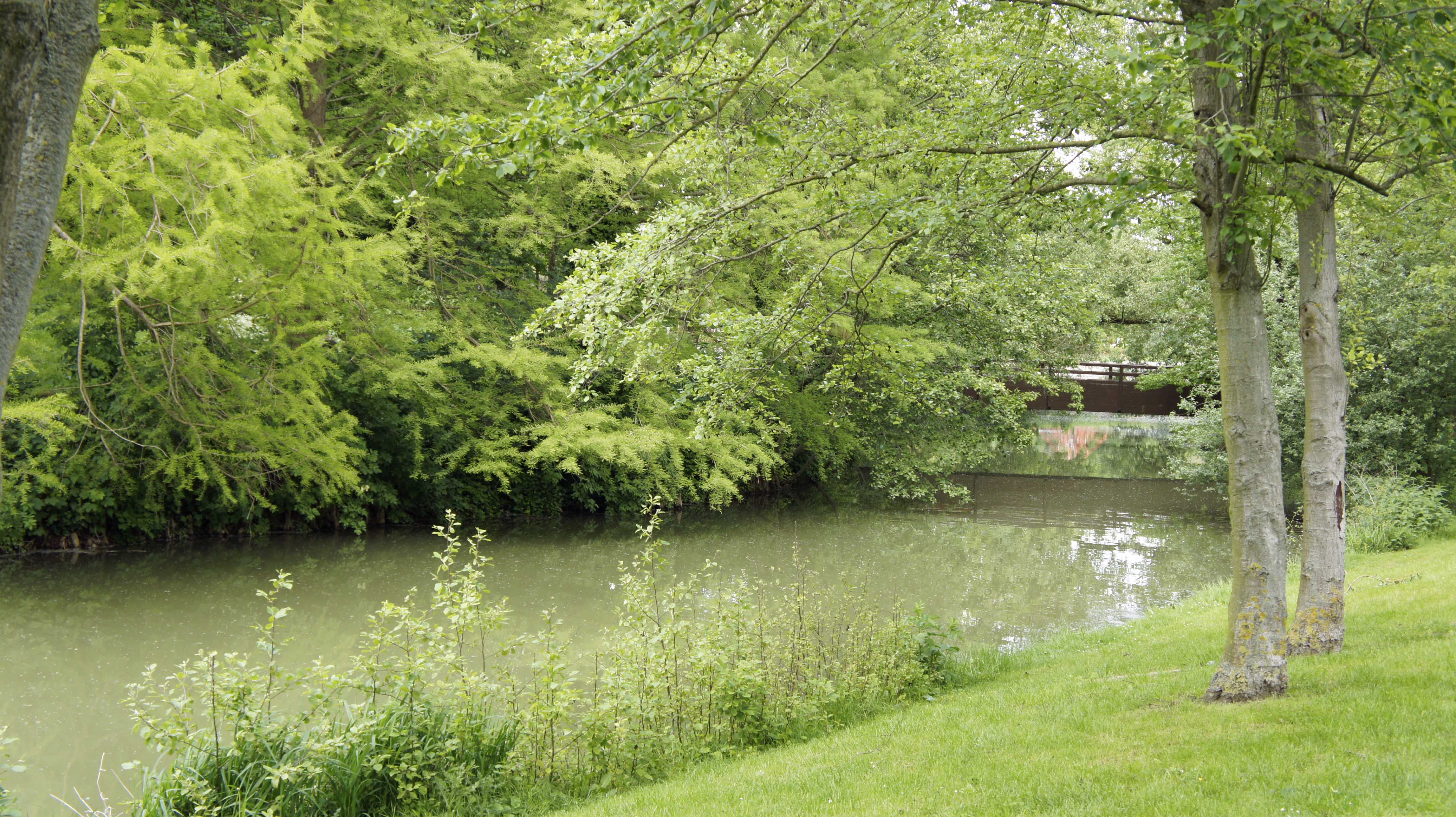
Le ruisseau
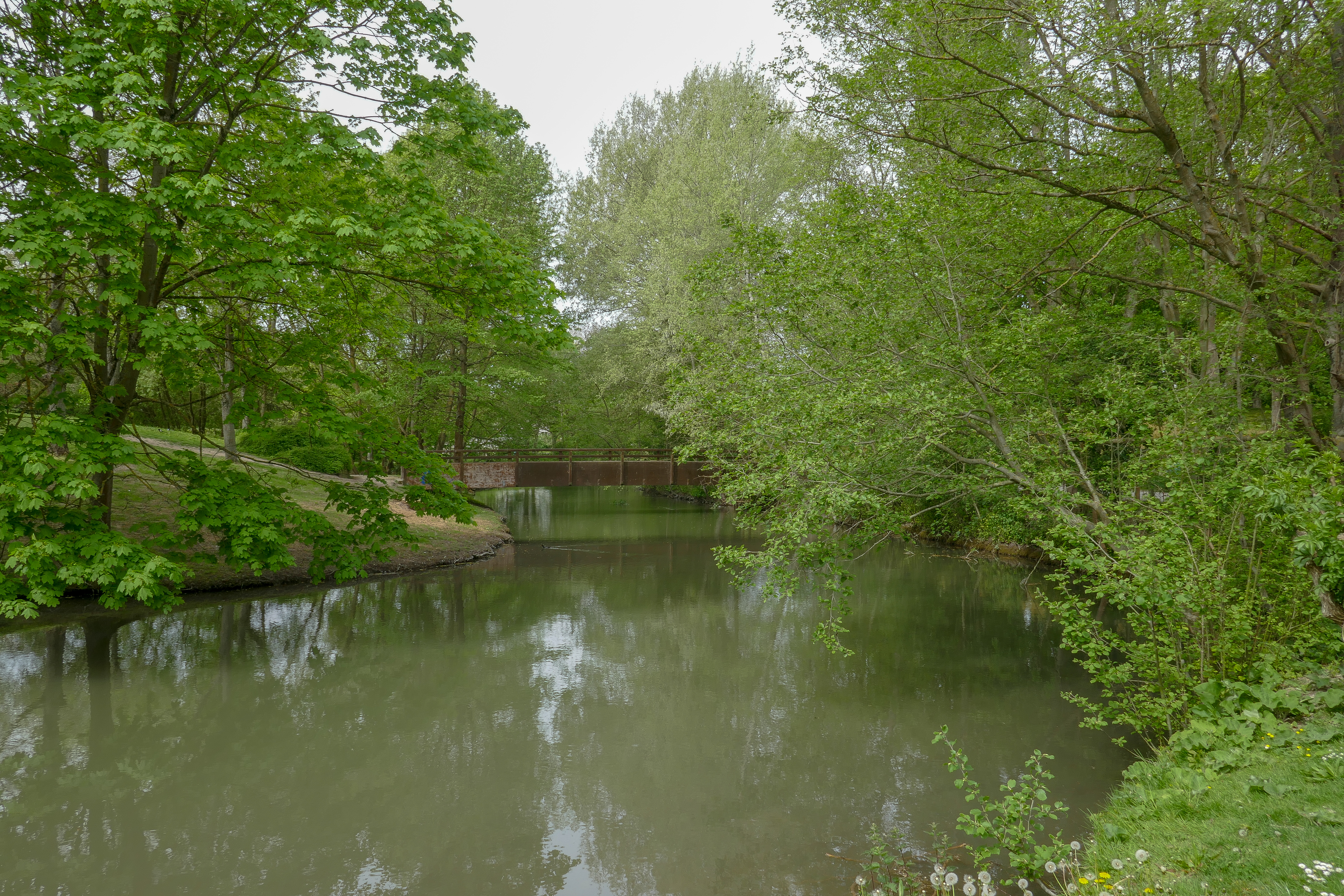
Le ruisseau et un de ses ponts
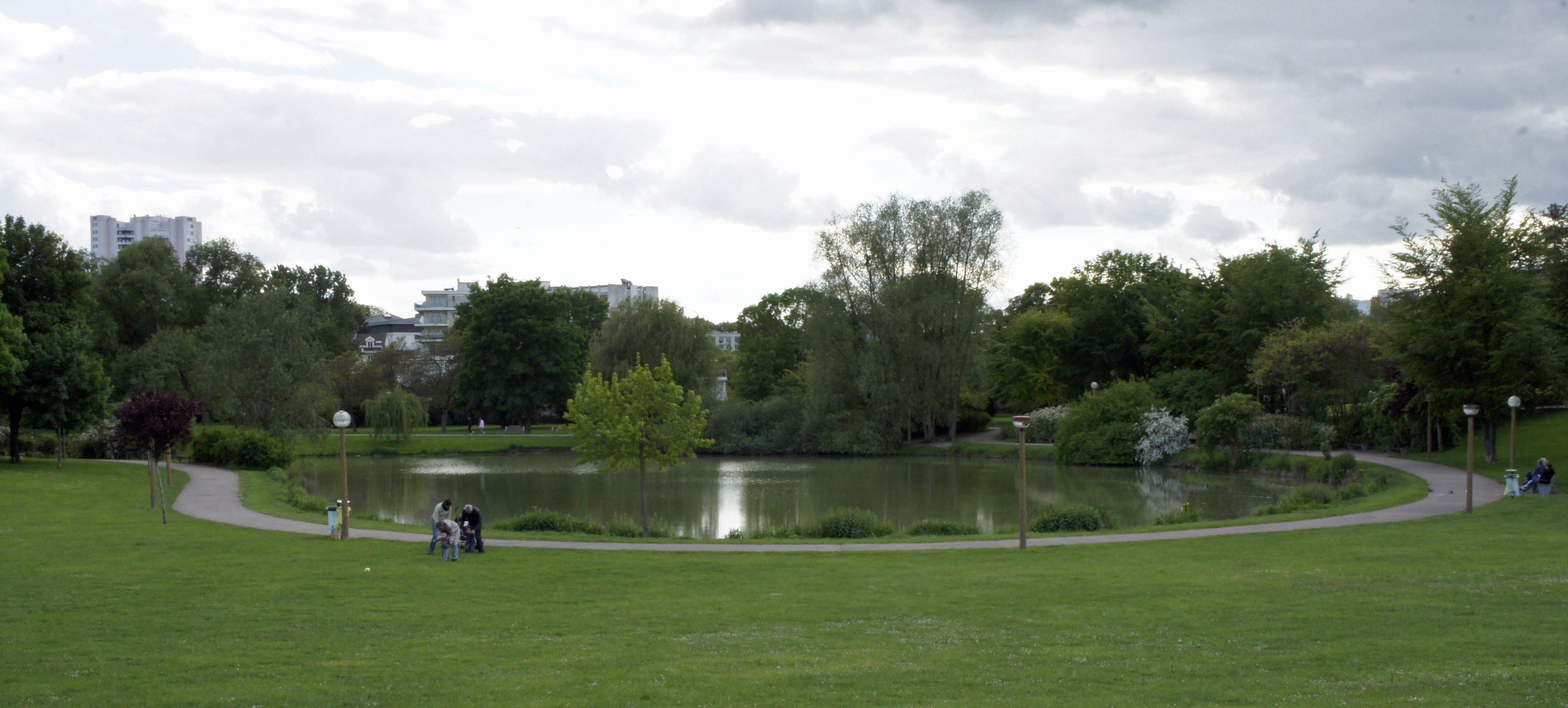
L'étang du parc
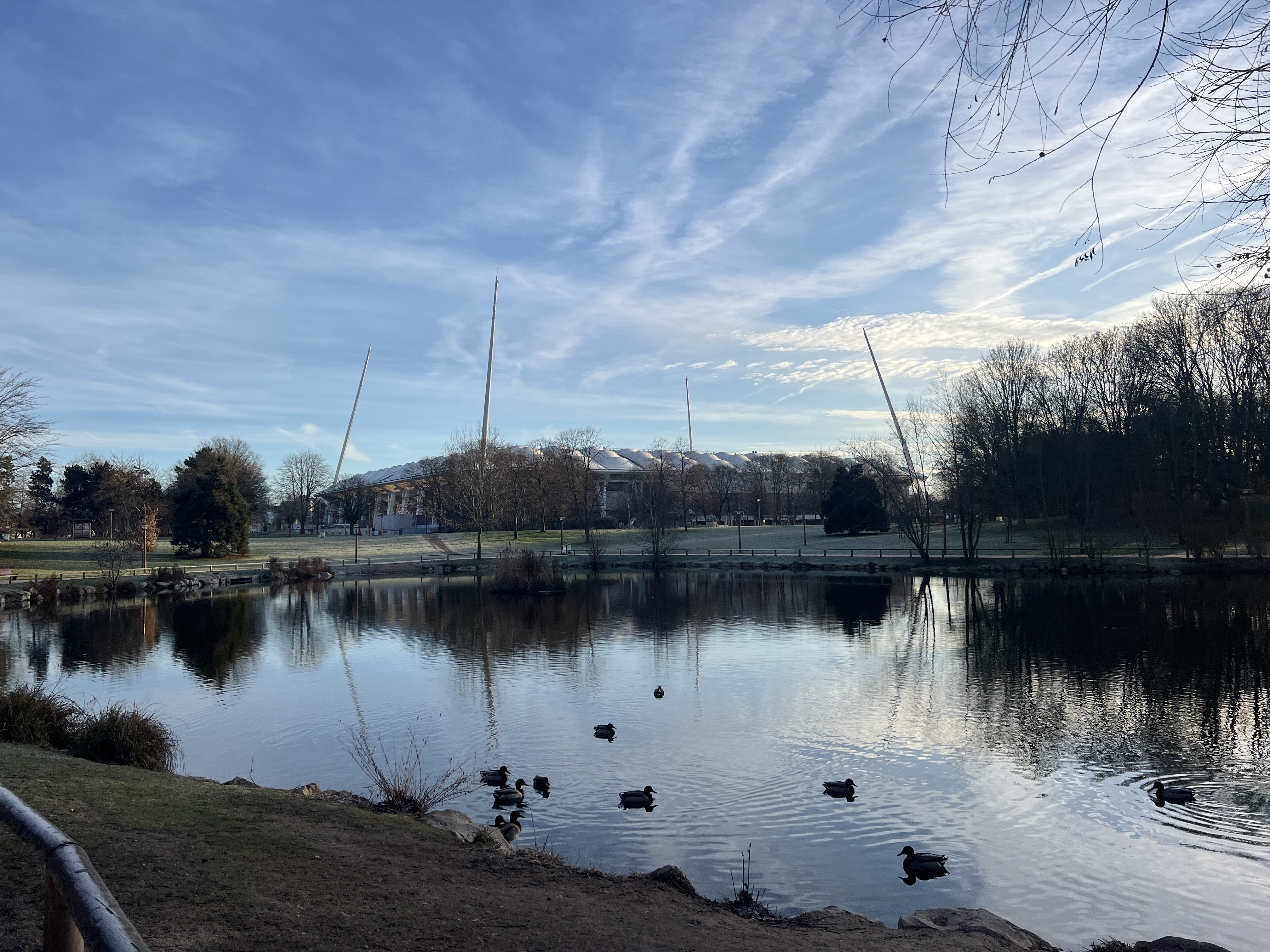
L'étang avec le stade Auguste-Delaune en arrière-plan
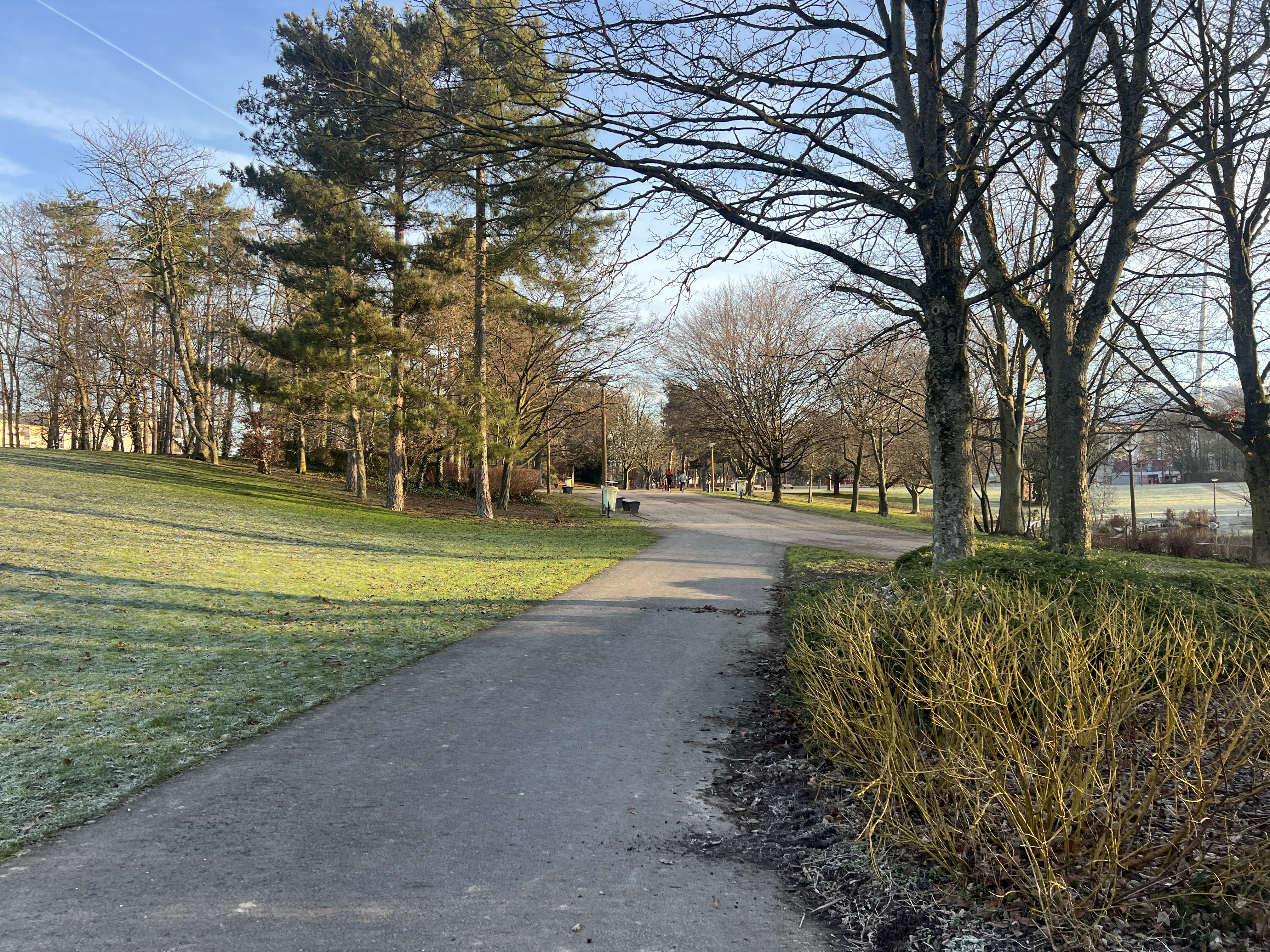
Sentier
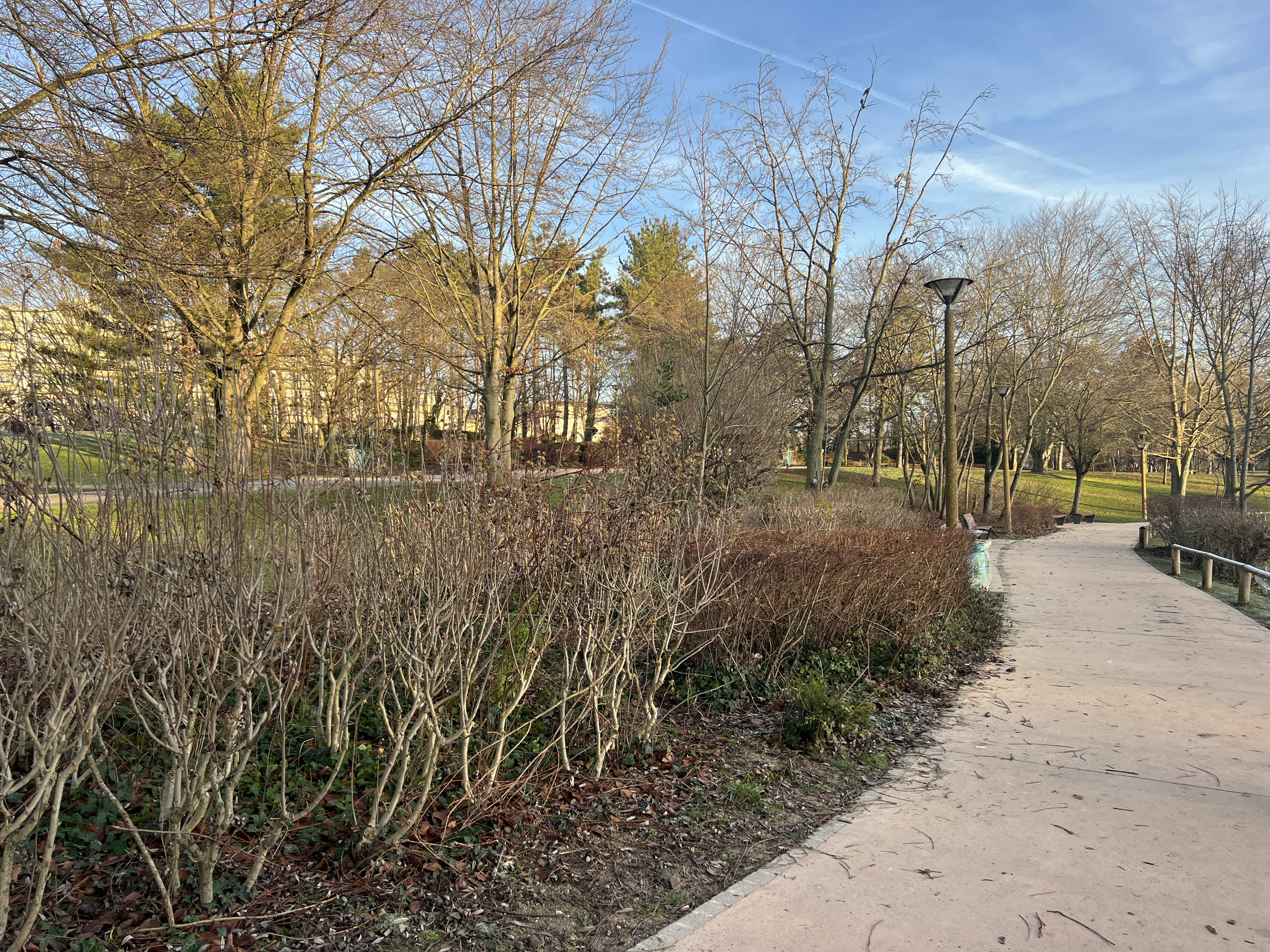
Sentier
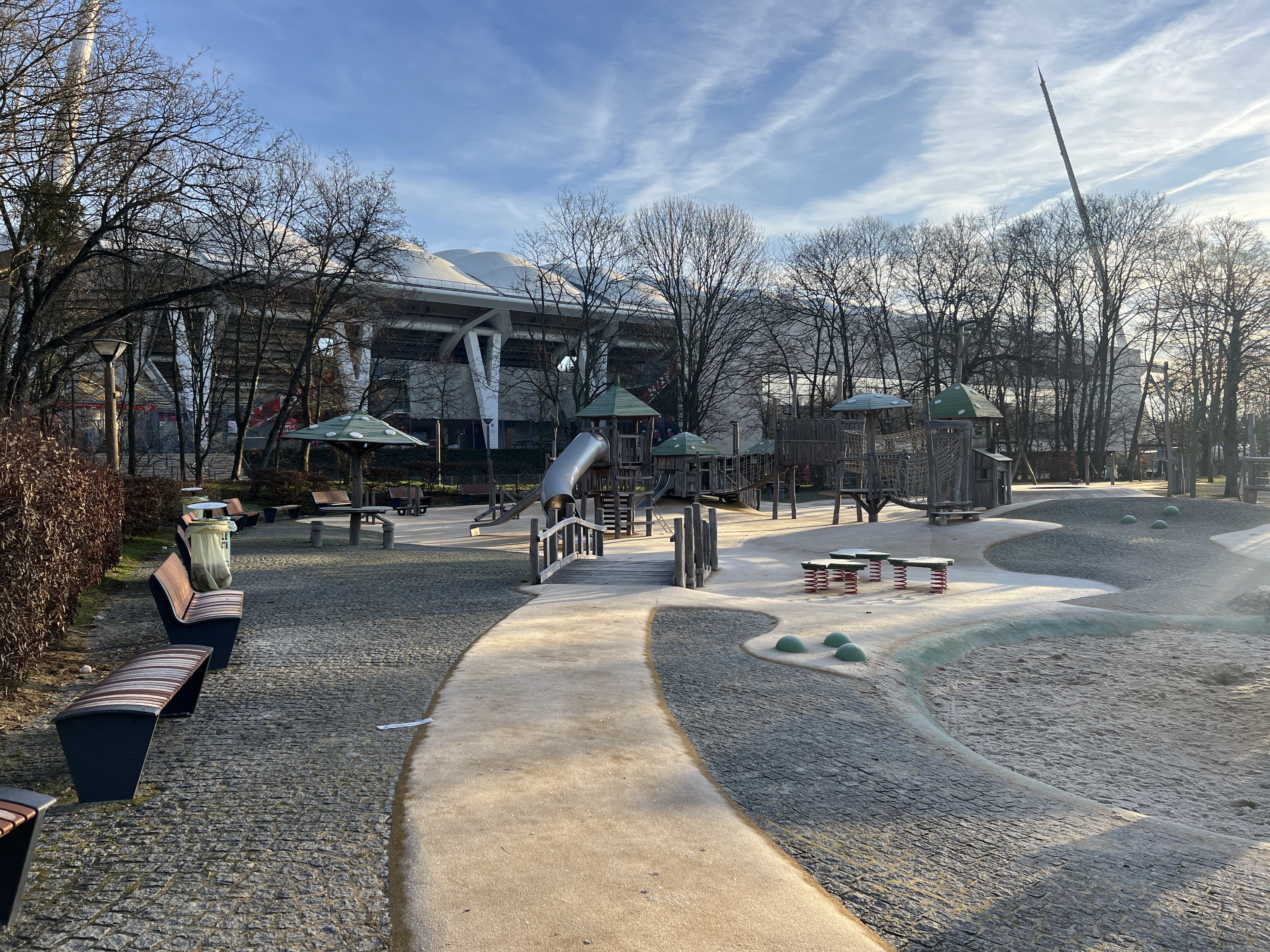
L'aire de jeux pour enfants devant le stade
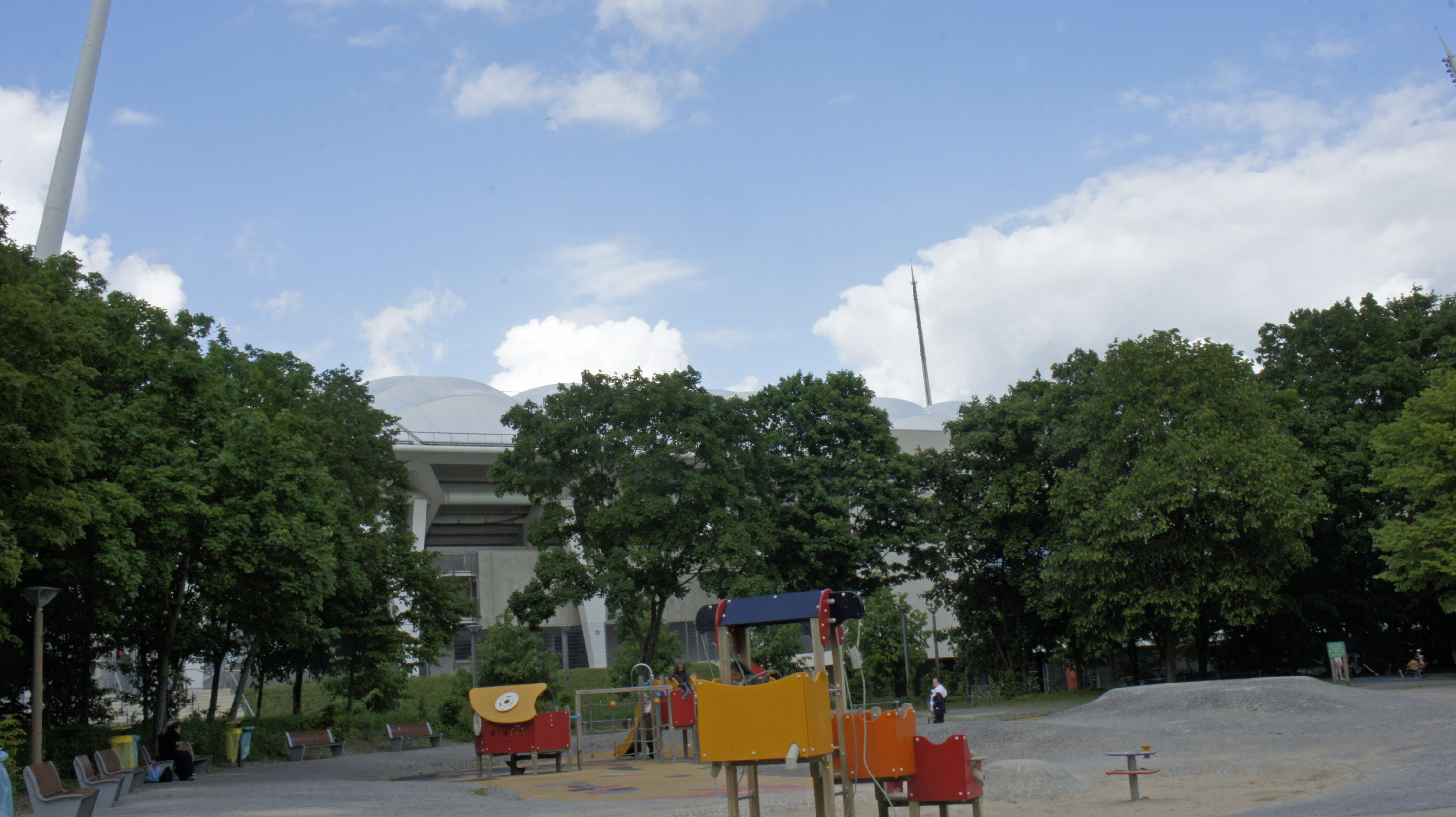
L'aire de jeux pour enfants
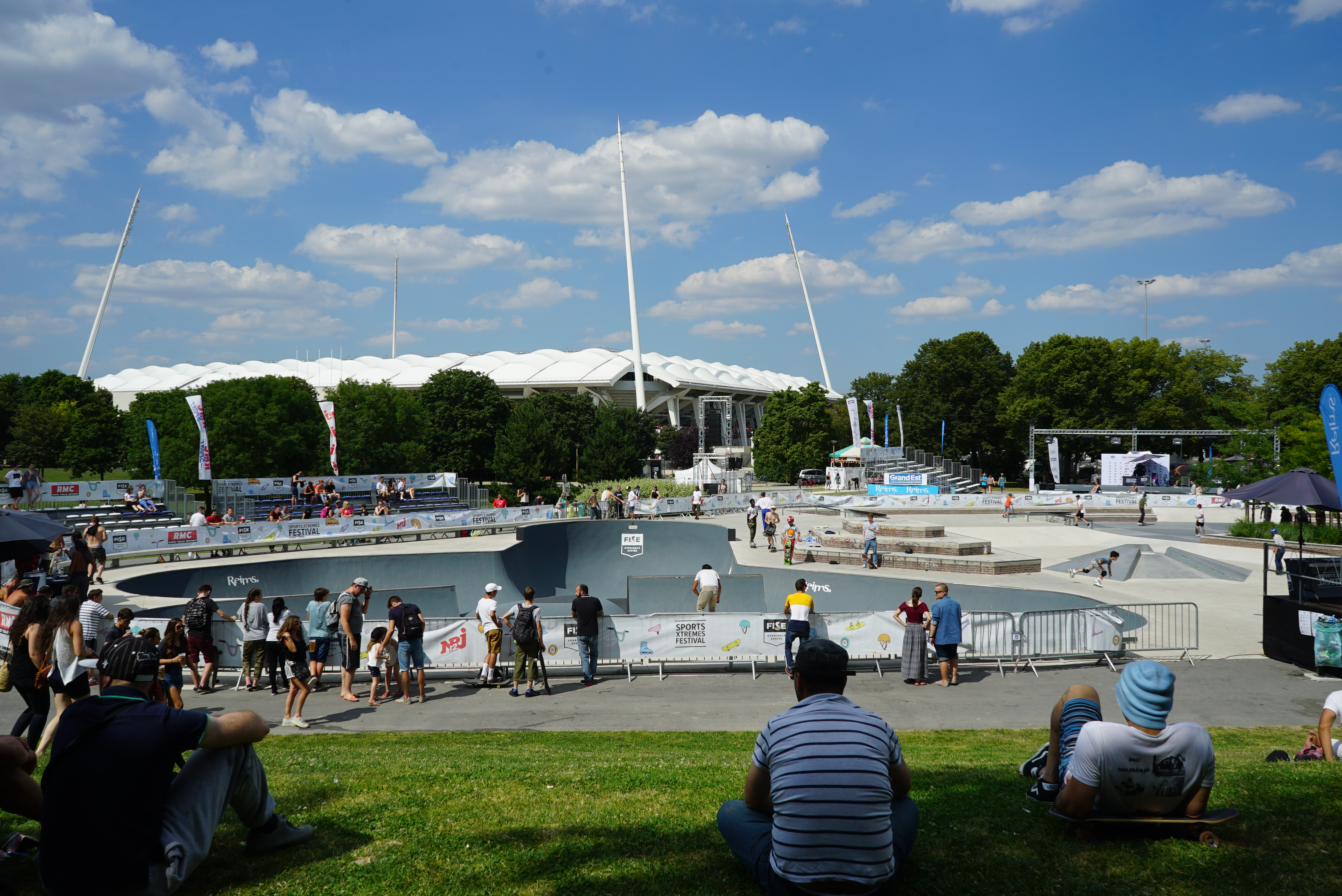
Le skatepark avec le stade en arrière-plan